# Josep Maria Benet i Jornet
Josep Maria Benet i Jornet (Barcelona, 20 juni 1940 - Lleida, 6 april 2020) was een Catalaanse dramaturg en regisseur. Van in de jaren 1960 was hij sterk geëngageerd in de democratische verzetsbeweging tegen de militaire dictatuur van Francisco Franco.

## Leven
Josep Maria Benet i Jornet kwam uit een eenvoudige familie met bescheiden middelen die woonde in de wijk Sant Antoni van Barcelona. Zijn grootvader aan vaderskant was een boer en bewonderaar van de catalanistische Francesc Macià. Zijn Spaansgezinde grootvader van moederskant, een arts en rechts politicus, heeft hij nooit gekend want hij werd door de republikeinen in 1936 bij het begin van de Spaanse Burgeroorlog vermoord. Zijn vader werd boekhouder want hij hield niet van het boerenleven en geraakte daarmee weg uit Les Borges Blanques.
Al heel jong was hij een gepassioneerd lezer, ofschoon het hem vanuit het milieu waar hij opgroeide niet gemakkelijk viel de nodige lectuur bijeen te schrapen. Hij las veel driestuiverromans in het Castiliaans, het enige dat in de eerste decennia van de dictatuur vlot te krijgen was.
Onder druk van zijn ouders volgde hij eerst een technische opleiding maar dit lag hem niet. Hij spijbelde vaak om in de Biblioteca de Catalunya te gaan lezen. In 1958, op achttienjarige leeftijd, besloot hij eerst zijn middelbare studies af te werken, zodat hij aan de Universiteit van Barcelona filosofie kon studeren. Tezelfdertijd volgde hij clandestiene lessen over de Catalaanse literatuur en filologie. In 1962 schreef hij zich in in de toneelschool Esola d'Art Dramàtic waar hij Ricard Salvat en Maria Aurèlia Capmany als mentors had.
In 1963 won hij de literaire prijs Premi Josep M. de Sagarra met zijn roman Una vella, coneguda olor (vert. Een oude, bekende geur). Dat sterkte zijn zelfzekerheid. Theater bleef zijn passie en nu waagde hij het ook toneelstukken te schrijven. In 1966 was hij betrokken bij de Caputxinada een bijeenkomst van studenten, intellectuelen en kunstenaars in het verzet tegen de dictatuur, die na twee dagen belegering brutaal door de Guardia Civil  werd uiteengedreven.  In 2013 kreeg hij van de Ereprijs der Catalaanse Letteren. In de laudatio prees de jury van Òmnium Cultural hem als “vader van de televisieseries in Catalonië" voor de veelzijdigheid van zijn werk.
Hij schreef en regisseerde toneel voor kinderen en volwassenen. Ook zijn televisieseries, zoals Poble Nou, de allereerste soapserie in het Catalaans van TV3 in 1993-1994, en later Ventdelplà werden een groot succes. Werk van hem werd vertaald in het Castiliaans, Engels, Duits, Bulgaars, Frans, Grieks, Italiaans, Portugees en Tsjechisch.
In april 2020 overleed hij, op 79-jarige leeftijd, aan het coronavirus.

## Werken

### Theater
- Una vella, coneguda olor (1964, Premi Josep Maria de Sagarra 1963)
- Cançons perdudes (1970)
- Berenàveu a les fosques (Premi de Teatre Català Ciutat de Sabadell 1972)
- Supertot (1973)
- La desaparició de Wendy (1974)
- Revolta de bruixes (1976)
- Quan la ràdio parlava de Franco (1980)
- El manuscrit d'Alí-Bey (1985)
- Desig (1991)
- E.R. (1995, Premio Nacional de Teatro)
- Testament (1997)
- El gos del tinent (1999)
- Olors (2000)
- L'habitació del nen (2002)
- Salamandra (2005)
- Dues dones que ballen (2010)
- Com dir-ho (2013)

### Televisieseries
- Poble Nou (1993-1994)
- Nissaga de poder (1996-1998)
- Laberint d'ombres (1998-2000)
- El cor de la ciutat (2000-2009)
- Ventdelplà (2005 - 2010)
- Amar en tiempos revueltos (2005-?)
- Zoo (TV3) (2008)

## Onderscheidingen en erkenning
- 1970 - Serra d'Or-criticiprijs voor literatuur en essay voor Els alquimistes de la fortuna
- 1985 - premi SGAE 1984 en Serra d'Or 1986 met El manuscrit d'Alí-Bey
- 1991 - Serra d'Or 1986 met Desig
- 1997 - Creu de Sant Jordi
- 2010 en 2012 - Premi Max d'Honor van SGAE
- 2013 - Ereprijs der Catalaanse Letteren

- Bibsys: 90612997
- Biblioteca Nacional de España: XX850809
- Bibliothèque nationale de France: cb12028306p (data)
- Catàleg d'autoritats de noms i títols de Catalunya: 981058519857406706
- Gemeinsame Normdatei: 124024335
- International Standard Name Identifier: 0000 0001 2126 6623
- Library of Congress Control Number: n79081482
- Nationale Bibliotheek van Tsjechië: ola2009488141
- Nationale Bibliotheek van Israël: 987007442491505171
- Nederlandse Thesaurus van Auteursnamen: 131509101
- Système universitaire de documentation: 028450388
- Virtual International Authority File: 32010784
- WorldCat: E39PBJgd69xKHpTKpfJkM6vyh3